# جراح‌ماهی چشم‌نواری
جراح‌ماهی چشم‌نواری (نام علمی: Acanthurus dussumieri) نام یک گونه از سرده جراح‌ماهی است.